# پایگاه هوایی مونکتون/مک‌اوان
پایگاه هوایی مونکتون/مک‌اوان (به انگلیسی: Moncton/McEwen Aerodrome) یک فرودگاه خصوصی است که یک باند فرود آسفالت و چمن دارد و طول باند آن ۹۱۴ متر است. این فرودگاه در شهر مونکتون کشور کانادا قرار دارد و در ارتفاع ۶۵ متری از سطح دریا واقع شده‌است.